# Al-Ansar
Al-Ansar – miejscowość w Syrii, w muhafazie Ar-Rakka, w dystrykcie Ar-Rakka. W 2004 roku liczyła 1587 mieszkańców.